# La Ventrouze

La Ventrouze este o comună în departamentul Orne, Franța. În 1 ianuarie 2022 avea o populație de 122 de locuitori.